# Bumblefoot
Ronald Jay Blumenthal, mer känd som Ron "Bumblefoot" Thal, Bumblefoot eller Ron Tal, född 25 september 1969 i Brooklyn, New York, är en amerikansk gitarrist. Han var från 2006 till 2014 medlem i rockgruppen Guns N' Roses.
Bublefoot är nu gitarrist i supergruppen Sons of Apollo tillsammans med Mike Portnoy, Derek Sherinian, Billy Sheehan och Jeff Scott Soto. Han är och också sångare och gitarrist i den progressiva rockgruppen Asia.

## Diskografi

### Album som Ron Thal
- 1995 – The Adventures of Bumblefoot
- 1997 – Hermit

### Album som Bumblefoot
- 1998 – Hands
- 2001 – 9.11
- 2002 – Uncool
- 2003 – Forgotten Anthology
- 2005 – Normal
- 2008 – Abnormal
- 2008 – Barefoot – The Acoustic EP
- 2015 – Little Brother Is Watching

### Album med Guns N' Roses
- 2008 – Chinese Democracy

### Album med Tony Harnell & The Wildflowers
- 2013 – Tony Harnell & the Wildflowers featuring Bumblefoot

### Album med Art of Anarchy
- 2015 – Art of Anarchy
- 2017 – The Madness

### Album med Sons of Apollo
- 2017 – Psychotic Symphony
- 2020 – MMXX